# 恋愛宣言ピンキッシュ
『恋愛宣言ピンキッシュ』（れんあいせんげんピンキッシュ）は、平和出版から発行されていた漫画雑誌。2001年から2005年まで刊行された。

## 概要
性的表現を多用・重視した内容の少女漫画を主軸とした誌面構成であり、それまで同様の雑誌の主流であった「A4判変形・中綴じ」に対し、「A5判・平綴じ」を採用した。また、大半が読み切り作品で構成されていた同様の漫画雑誌に対して、本誌は連載を主流としていた。
2005年12月の平和出版の経営破綻に伴い、2005年12月号（同年11月発行）をもって休刊。

## 主な連載作
- 愛と欲望の螺旋（冬森雪湖)）
- Angel Juiceシリーズ（すずはら篠）
- 恋に濡れたAngel（はづき佑衣）
- Cool&Sweetestシリーズ（西村有未）
- ないしょのCute Boy（松本ゆうか）
- はちみつchu♥（はづき佑衣）
- ハムの手帳（鹿嶋浩郎）
- ぷち♥ぷり（西村有未）
- れいんぼうバタフライ!（里見美代子）

## 増刊での連載
- 甘やかされ隊（姫木薫理）
- くちびるの魔法（かまくらなな）
- 先生教えて♥先生!（月城ゆな）